# Miroslav Černošek
Miroslav Černošek (* 27. dubna 1948 Prostějov) je český sportovní podnikatel, manažer a funkcionář, majitel společností TK Plus a Česká sportovní, která ovládá tenisový klub TK Agrofert Prostějov a v minulosti také TK Sparta Praha.

## Životopis
Na Filozofické fakultě Univerzity Palackého absolvoval obor literatura, divadlo a film. Poté získal titul PhDr. Postgraduální studium ukončil v roce 2010 a obdržel titul Ph.D. V letech 2015–2016 podstoupil habilitační řízení na Fakultě sportovních studií Masarykovy univerzity. Jmenován docentem byl v oboru kinantropologie.
Na vojně vstoupil do Komunistické strany Československa a členem zůstal dalších osmnáct let. Před sametovou revolucí pracoval jako ředitel vzdělávacího institutu při generálním ředitelství Oděvního průmyslu Prostějov. V roce 1990 byl zvolen předsedou prostějovského tenisového klubu, tehdy hrajícího krajský přebor, a o rok později se začal věnovat sportovnímu marketingu.
V roce 1996 s Milanem Matzenauerem a společností ADIX spoluzaložil marketingovou firmu TenisKomerc Plus, která se po dvou letech přejmenovala na TK Plus. Do jejího portfolia se zařadilo pořádání akcí od atletické Zlaté tretry, přes utkání Jágr Teamu, další exhibiční zápasy, až k challengeru Czech Open. Rovněž tak společnost začala řídit basketbalový klub Orli Prostějov, prostějovský volejbalový oddíl a podílet se na vedení fotbalového 1. SK Prostějov.
V roce 2001 se stal předsedou představenstva a spoluvlastníkem firmy Česká sportovní, ovládající TK Agrofert Prostějov a od roku 2009 také Tenisový klub Sparta Praha, prostřednictvím dceřiné společnosti Česká sport-tenis. Následně firmu převzal jako jediný majitel. Aktivity na Spartě Praha ukončil v roce 2019. Česká sportovní se stala marketingovým partnerem Českého olympijského výboru, začala spolupořádat utkání českého daviscupového a fedcupového týmu, organizovala pražské Final Four 2006 euroligy v basketbalu, či otevírací duely NHL v O2 areně.
Manažersky zastupoval sportovce včetně tenistů Nováka, Berdycha, Štěpánka, Kvitové, Šafářové či Veselého. Obchodní smlouvy podepsal také s další generací tenistů reprezentovanou Lehečkou, Svrčinou a Lindou s Brendou Fruhvirtovými.

## Soukromý život
Z prvního manželství má dvě dcery. V roce 2013 se oženil s bývalou tenistkou Petrou Langrovou, která zastřešuje tenisové projekty skupiny TK Plus. Stala se předsedkyní správní rady TK Sparta Praha, rovněž tak i ředitelkou turnajů Moneta Czech Open a WTA Prague Open.

## Kontroverze
Miroslav Černošek byl charakterizován jako podnikatel s kontakty do politiky a schopností získávat peníze z veřejných zdrojů. Kritizovány byly marketingové služby jeho společnosti TK Plus s městy Prostějov, Olomouc a Olomouckým krajem. Byl také označen za sportovního bosse a oligarchu.
Webový zpravodajský server iROZHLAS v říjnu 2020 uvedl, že Černoškova společnost Česká sportovní získala 28milionovou provizi z dotací ve výši 120 milionů korun od státních a polostátních firem určených na rozvoj olympioniků prostřednictvím Českého olympijského výboru. Podnikatel označil smlouvy za standardní, s tím, že část prostředků použil např. na úhradu pobytů reklamních partnerů na olympijských hrách.

## Výběr ocenění
- 2010 – Cena města Prostějova za propagaci města Prostějova v oblasti kultury a sportu[24]
- 2017 – Ambasador České republiky v rámci Czech Top 100 elity české ekonomiky[6]
- 2019 – Českých 100 nejlepších, kategorie Gentleman Pro[6]
- 2021 – Medaile Za zásluhy I. stupně